# Иоанн (Кратиров)
Епископ Иоанн (в миру Иван Александрович Кратиров; 27 июля 1839, село Лохта, Тотемский уезд, Вологодская епархия — 12 февраля 1909, Москва) — епископ Русской православной церкви, епископ Саратовский и Царицынский. Богослов.

## Биография
Родился 27 июля 1839 года в селе Лохта Тотемского уезда Вологодской губернии (ныне Тюприха Тарногского района Вологодской области) в семье священника. Получив хорошую учебную подготовку дома, в 1850 году поступил в Тотемское духовное училище, которое окончил в 1854 году с лестным отзывом в «годичной ведомости» за 1853—1854 учебный год: «Поведения очень хорошего, способностей очень хороших, прилежания ревностного, успехов препохвальных». В 1860 году окончил полный курс Вологодской духовной семинарии. В 1864 году окончил Московскую духовную академию.
9 ноября 1864 года назначен на должность наставника в высшем и среднем отделениях Вологодской духовной семинарии.
24 апреля 1867 года за курсовое сочинение «О видах т. н. частного попечения пастырей о душах пасомых и о важности оного в кругу пастырской деятельности» возведён в степень магистра богословия.
15 ноября 1867 года, согласно прошению, перемещён на те же предметы в Ярославскую семинарию, где 9 марта 1868 года назначен помощником инспектора, 10 июля — по избранию членом семинарского правления для присутствия в педагогических собраниях.
31 августа 1870 году перемещён в Московскую духовную академию и утвержден в ней секретарём Совета и Правления. Профессор Николай Иванович Субботин характеризовал Кратирова в период его деятельности секретарем совета с самой хорошей стороны: «человек прекрасных нравственных качеств и, несомненно, умный и честный. На него никто не имел недовольства. Человек уживчивый, добрый, простой в обращении и скромный. Всем с готовностью оказывает услугу. Жизнь ведет уединенную, развлечений не любит, в „обществе“ не бывает, сидит больше дома за делом. При всей своей доброте и мягкости, он отличается твердостью характера. Своё мнение, основанное на справедливости, отстаивает твердо. Кроме того, он человек религиозный и преданный Церкви».
Кратирова приглашали в Санкт-Петербург чиновником особых поручений и ректором семинарии, но он отказался.
7 апреля 1883 года он был назначен ректором Харьковской духовной семинарии, 7 мая рукоположен во диакона, 8 мая — во священника и 5 июня возведён в сан протоиерея. Его старанием были выстроены новое семинарское здание под общежитие и здание для преподавателей.
С 4 августа 1884 года кроме ректорства, являлся председателем Харьковского епархиального училищного совета и ответственным редактором богословско-философского журнала «Вера и Разум».
Был одним из основателей Харьковской общественной библиотеки, в 1885—1893 годах состоял непременным членом правления библиотеки. Участвовал в создании временного каталога библиотеки, содействовал созданию кабинета для научных занятий студентов при библиотеке.
5 сентября 1888 года овдовел.
6 марта 1893 года был пострижен в монашество с именем Иоанн, а 7 марта он был возведен в сан архимандрита.
25 апреля 1893 года в Санкт-Петербурге в соборе Александро-Невской Лавры хиротонисан во епископа Сумского, викария Харьковской епархии.
С 17 января 1895 года — епископ Елисаветградский, викарием той же епархии.
23 августа 1895 года он был перемещён к митрополиту Палладию (Раеву) епископом Нарвским, викарием Санкт-Петербургской епархии и 31 августа назначен ректором Санкт-Петербургской духовной академии.
С 3 октября по 25 декабря 1898 года, во время болезни и затем по кончине (скончался 5 декабря) митрополита Палладия временно управлял Санкт-Петербургской епархией.
16 января 1899 году назначен епископом Саратовским и Царицынским на место архиепископа Николая (Налимова).
С 29 декабря 1899 году — почётный член Санкт-Петербургской духовной академии.
Осенью 1902 года вызван членом Св. Синода в Санкт-Петербург.
12 марта 1903 года уволен от управления Саратовской кафедрой и назначен штатным членом Московской Синодальной Конторы и управляющим Ставропигиальным Симоновым монастырём.
5 декабря 1908 года он был уволен от должности штатного члена и от настоятельства в Симоновом монастыре без выдачи пенсии.
Скончался 12 февраля 1909 года, не оставив после себя никаких денежных сбережений.

## Сочинения
- «О видах, то есть частного попечения пастырей о душах пасомых и о важности оного в кругу пастырской деятельности». (Курсовое сочинение).
- «Два слова на день рождения государя императора Александра Александровича» // «Вера и Разум», 1885, т. I, № 6, с. 331—339, 1892, т. II, № 5, с. 265—274.
- Речь при наречении его во епископа // «Вера и Разум» 1893. — № 9. — C. 201—203;
  - Речь при наречении его во епископа // Прибавления к «Церковным Ведомостям». 1893. — № 18. — С. 710—712.
- Речь при вступлении на Сумскую епархию // «Саратовские Епархиальные Ведомости» 1899. — № 5. — C. 199—204.